# النقل في المغرب
النقل في المغرب هو قطاع جد مهم، ويتكون من بنية تحتية جيدة، وهي إحدى البنى الأكثر تطورا بإفريقيا، وهي في تطور دائم. إضافة إلى شبكة النقل التي ما فتئت تتوسع يوما بعد آخر تماشيا مع النمو الاقتصادي للمملكة المغربية. ومن المشاريع التي عرفها المغرب في قطاع النقل خلال السنوات الأخيرة إنشاء طرق سيارة جديدة، والتي وصل طولها إلى 1800 كيلومتر إلى غاية سنة 2016، كذلك افتتاح ميناء طنجة المتوسط، الذي يُعد أكبر ميناء في المغرب وإفريقيا. بالإضافة إلى تحديث المطارات وبناء محطات جوية جديدة، وتحديث الموانئ البحرية.

## المطارات والنقل الجوي

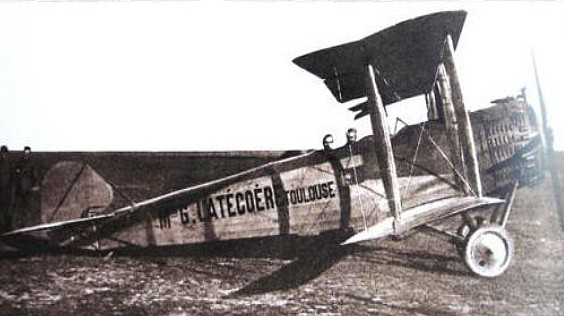
طائرة الخطوط الجوية لاتيكوير، التقطت الصورة عام 1918.

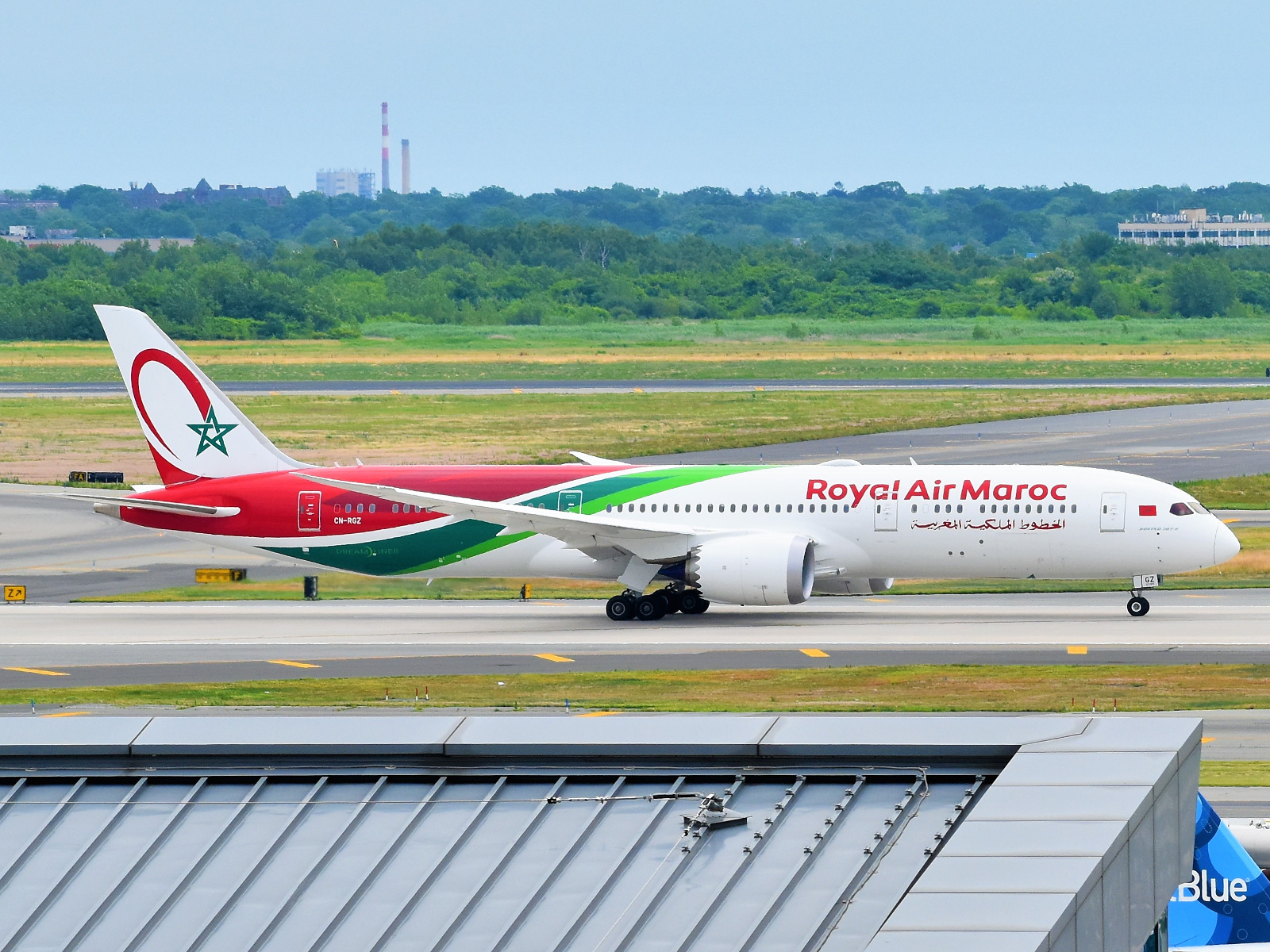
الخطوط الملكية المغربية، شركة الطيران الوطنية في المغرب.

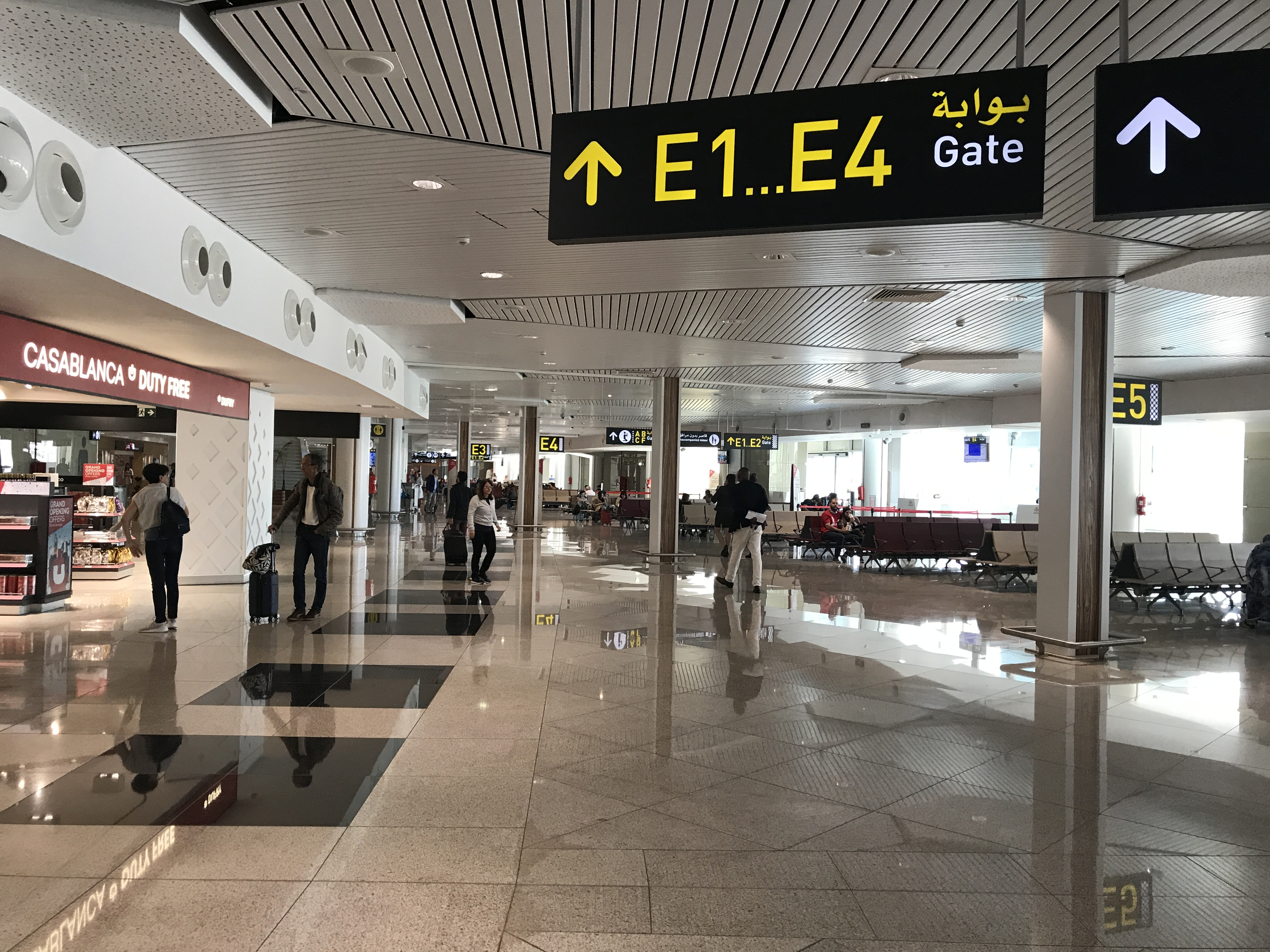
مطار محمد الخامس

إذا كان النقل الجوي أحدث طرق المواصلات، فإن الموقع الجغرافي للمغرب مكنه من لعب دور كبير في هذا الميدان: أول خط جوي يربط بين قارتين كان الخط البريدي الجوي تولوز - الرباط الذي بدأ في فاتح سبتمبر 1919، والذي ألحق بخدمة مسافرين سَنَةً لاحقًا، قبل أن يمدد لاحقًا إلى دكار ثم إلى أمريكا اللاتينية. استغل هذا الخط من طرف المجموعة الخاصة لاتيكوير، مع نقص في المطارات في بداية القرن الماضي، حيث استعملت طائرات مائية تحط في المدن الساحلية لنقل الركاب ولهبوطات إستعجالية أكثر سهولة. لعب كل من المغرب والسنغال دوراً أساسياً بسبب طول واجهتيهما البحرية. ليست هناك إحصائيات رسمية تؤكد عدد المسافرين في السنوات الأولى، حيث أن هذه الخدمة كانت استثنائية وجد مكلفة. مع بداية سريان اتفاقية بين مكتب البريد الفرنسي والمغربي يوم 10 مارس 1919، 9124 رسالة وصلت للمغرب بطريقة جوية منذ بداية سبتمبر إلى نهاية ديسمبر. أعاقت الأزمة الاقتصادية لـعام 1929 والحرب العالمية الثانية قطاع النقل الجوي المدني، ووجب الانتظار إلى سنة 1946 لتأسيس أول خط جوي مغربي (الخطوط الجوية أطلس)، متبوعة بتأسيس أول شركة للنقل الجوي (الخطوط الجوية المغربية). قررت الحكومة المغربية سنة 1951 بعد مرسوم ملكي منح النقل العمومي لشركة الخطوط الجوية أطلس، كذالك إعادة تسميتها بالشركة الشريفة للنقل الجوي إير أطلس، برأسمال مُقتسم بين الدولة المغربية، إير فرانس وشركة إير المغرب. اندمجت الشركة الشريفة للنقل الجوي مع إير المغرب لتكون شركة الخطوط الملكية المغربية، وذلك سنة 1957.
تبنّى المغرب منذ سنة 2004 سياسة تحرير النقل الجوي، والتي تُوجت بالتوقيع على إتفاقية الأجواء المفتوحة مع الاتحاد الأوروبي نهاية سنة 2006، وإبرام إتفاقيات ثنائية أكثر تحررًا مع دول عربية وآسيوية وإفريقية.
بلغ حجم الإستثمارات للمكتب الوطني للمطارات في قطاع المطارات والنقل الجوي 4.7 مليار درهم في الفترة ما بين 2012 و2016. وشملت هذه الإستثمارات توسعة مطار محمد الخامس، ومطار كلميم، وإنشاء محطات جوية بكل من مطار مراكش ومطار الناظور ومطار فاس ومطار الراشيدية، وبناء مطار بني ملال، وبناء مركز المراقبة الجوية بأكادير، وتطوير أكاديمية محمد السادس الدولية للطيران المدني، مما مكن من انتقال عدد المسافرين من 13.77 مليون مسافر في 2012 إلى 15.84 مليون مسافر في 2016، وارتفاع عدد الركاب في الرحلات الداخلية إلى 287 133 2 مسافر سنة 2017.
ومن المتوقع أن ينتقل عدد المسافرين إلى 70 مليون مسافر سنة 2035. ويشكل المسافرون على الرحلات الدولية حوالي 90% فيما يشكل المسافرون على الرحلات الداخلية حوالي 10%.
| السنوات          | 2016       | 2017       |
| ---------------- | ---------- | ---------- |
| الرحلات الدولية  | 316 319 16 | 579 224 18 |
| الرحلات الداخلية | 956 917 1  | 287 133 2  |
| المجموع          | 272 237 18 | 866 357 20 |

## الطرق والنقل الطرقي

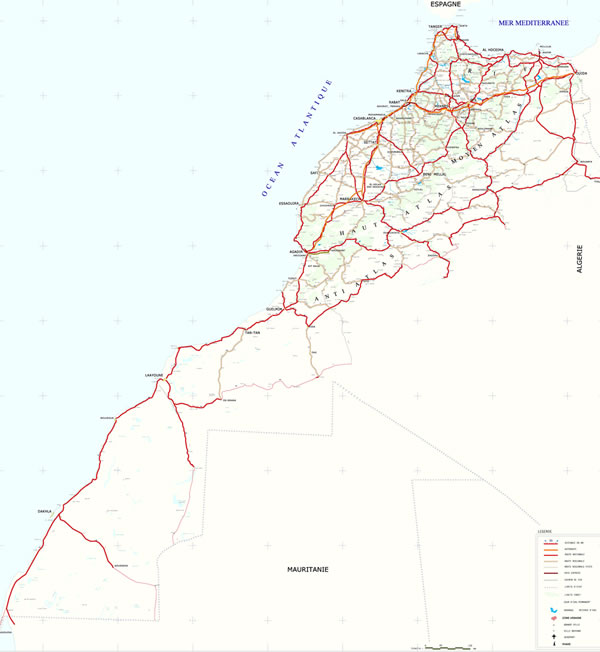
خريطة الطرق في المغرب.

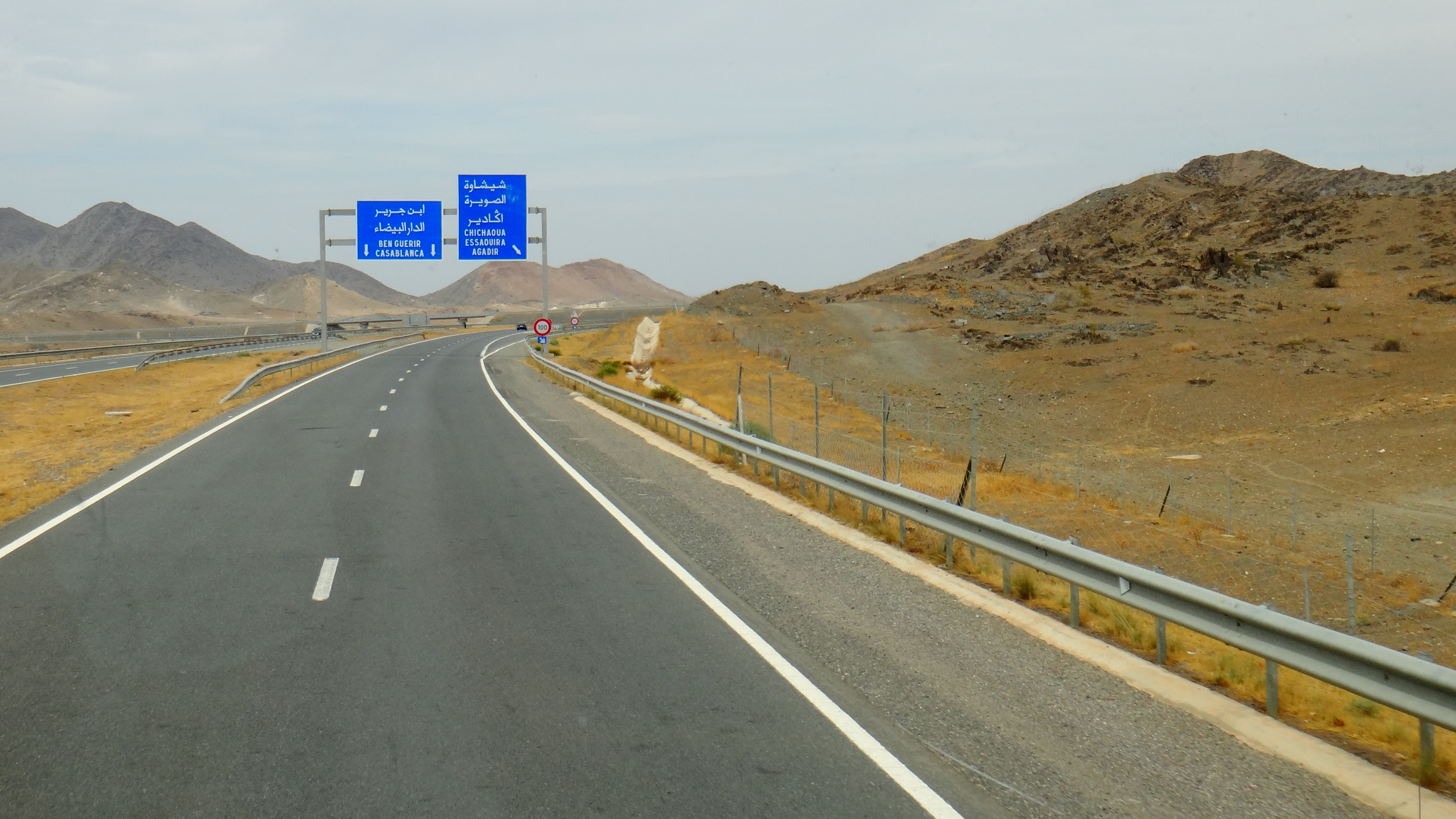
الطريق السيار في المغرب

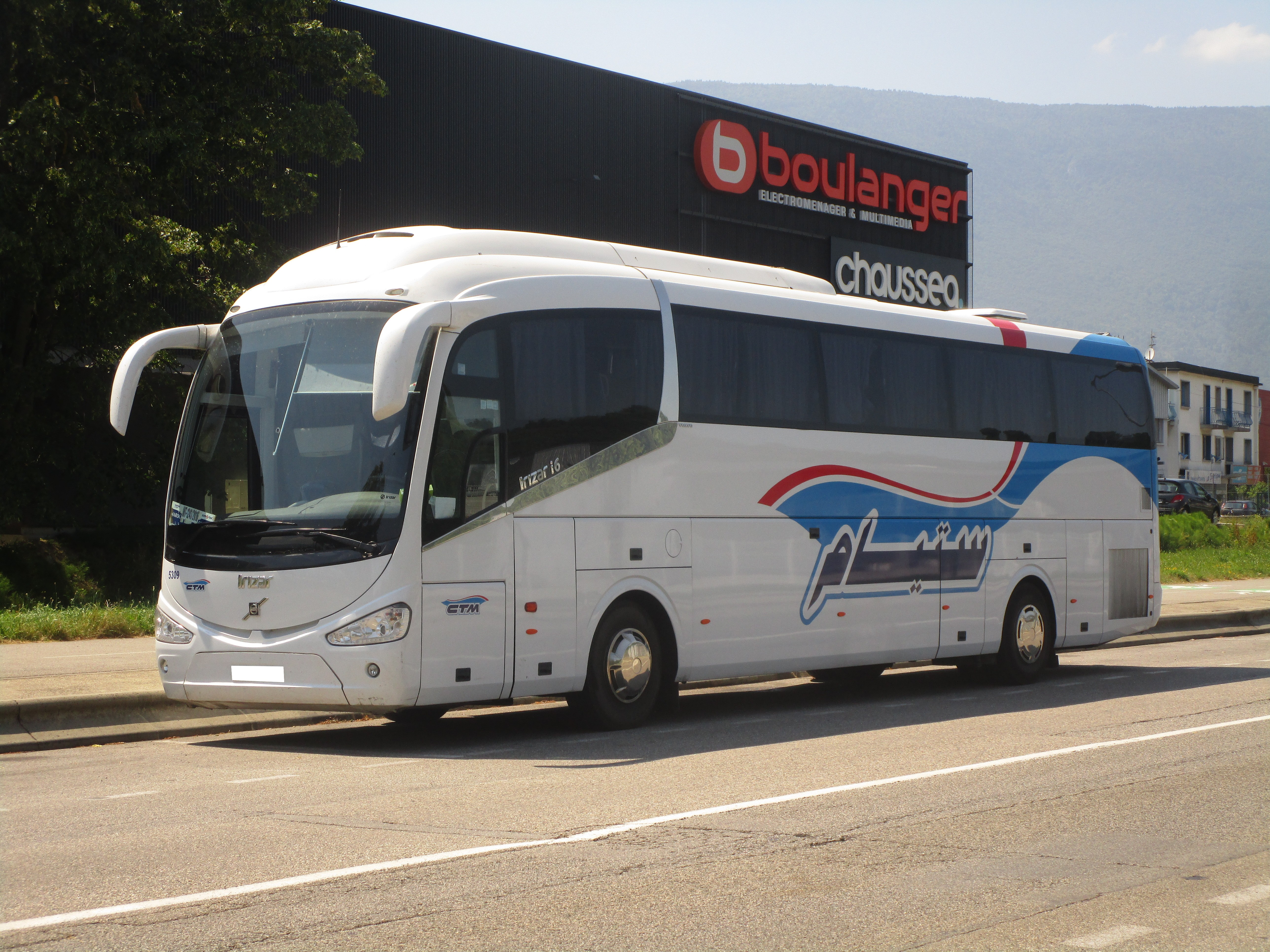
ستيام، أكبر شركة لنقل المسافرين بالحافلات في المغرب.

محطة القطار الرباط أكدال

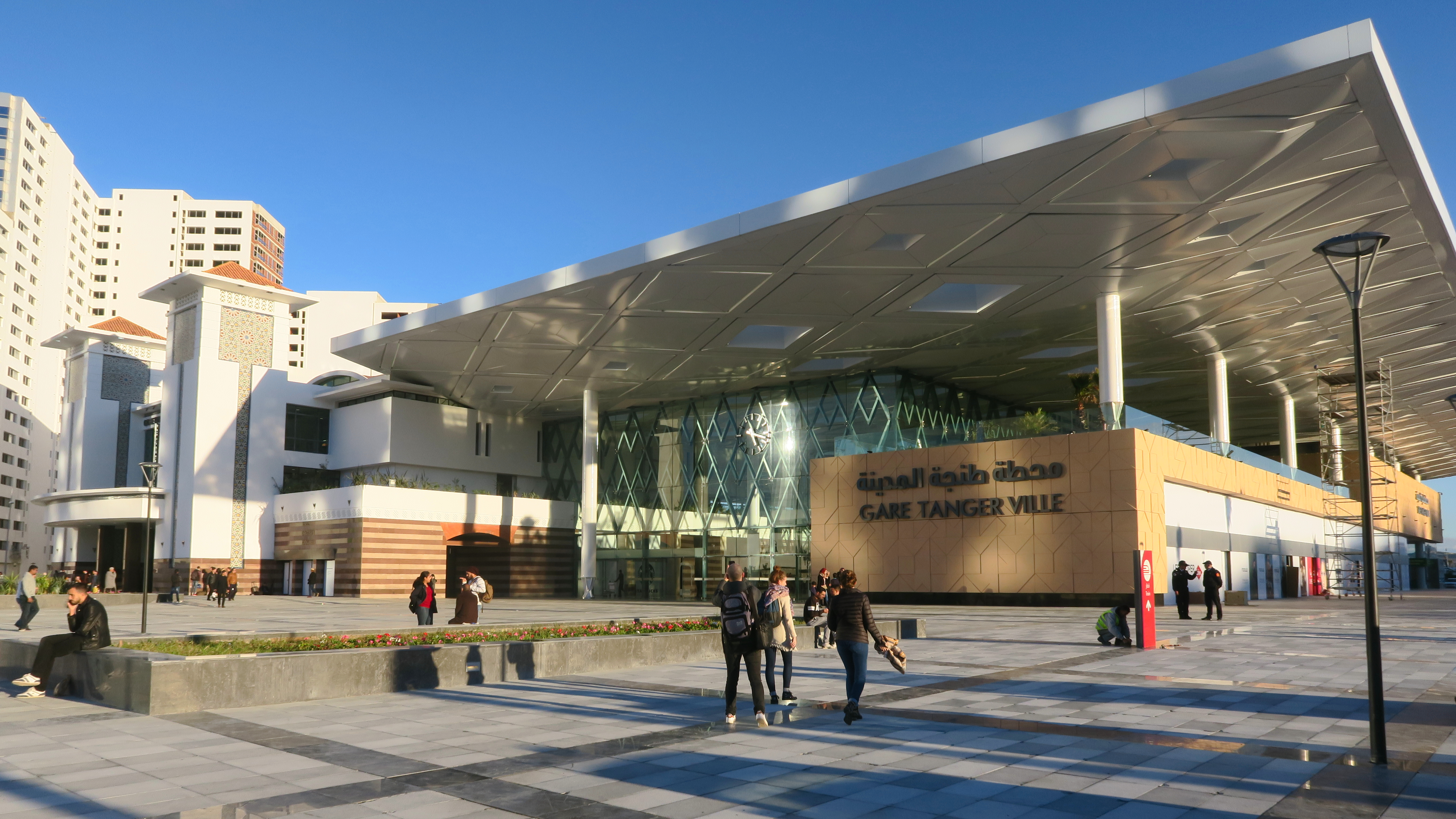
محطة القطار طنجة المدينة

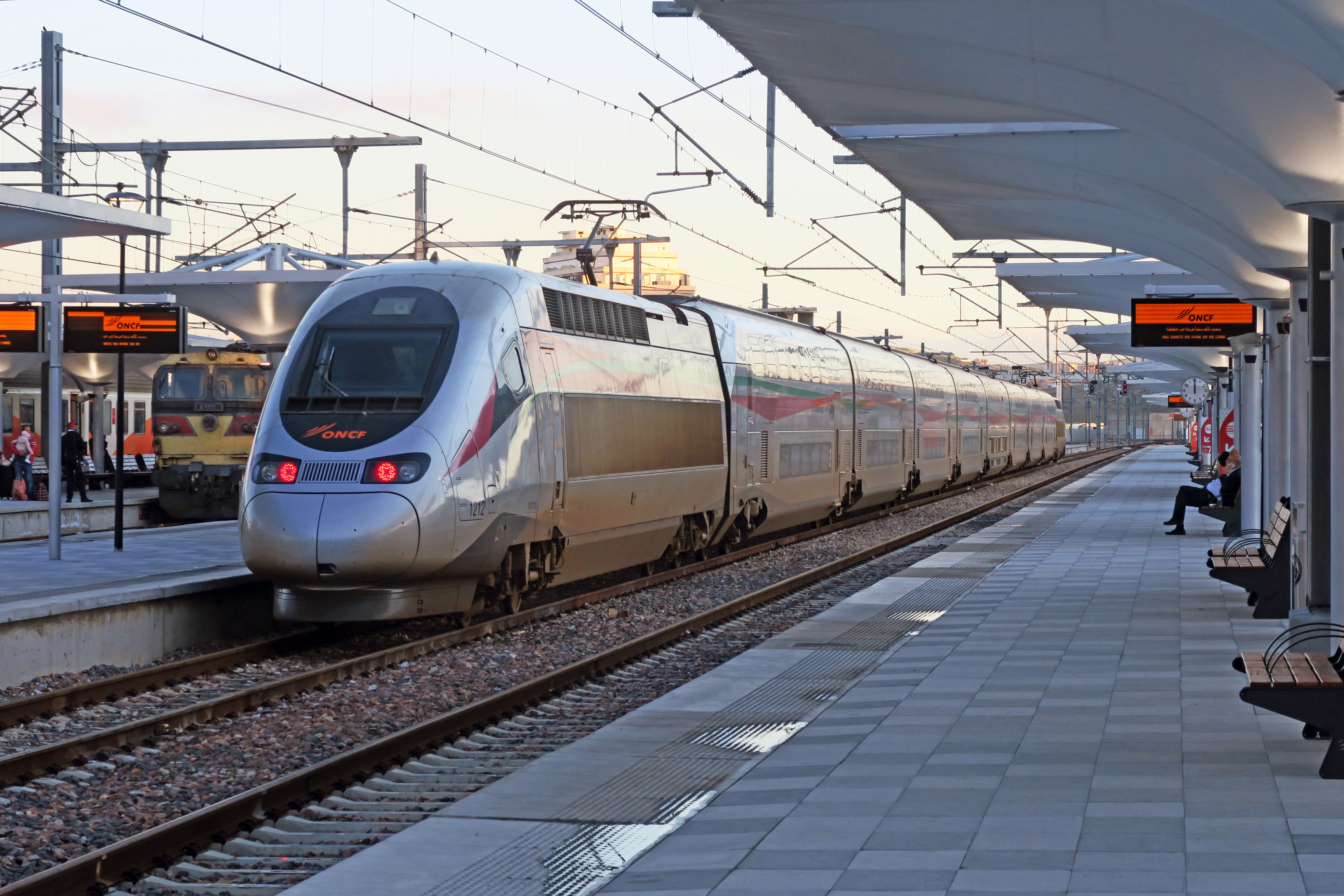
قطار البراق الفائق السرعة

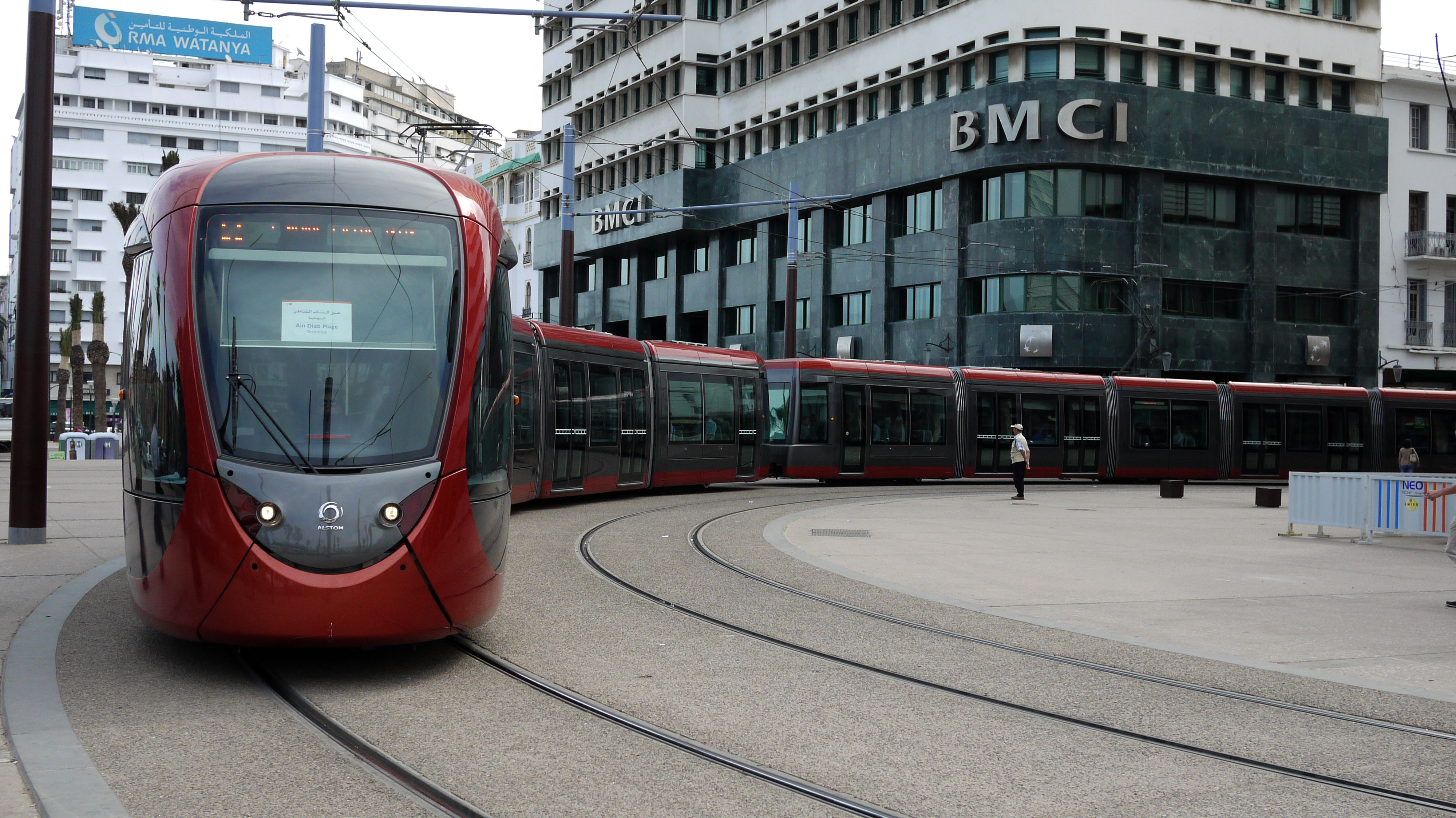
طرامواي الدار البيضاء

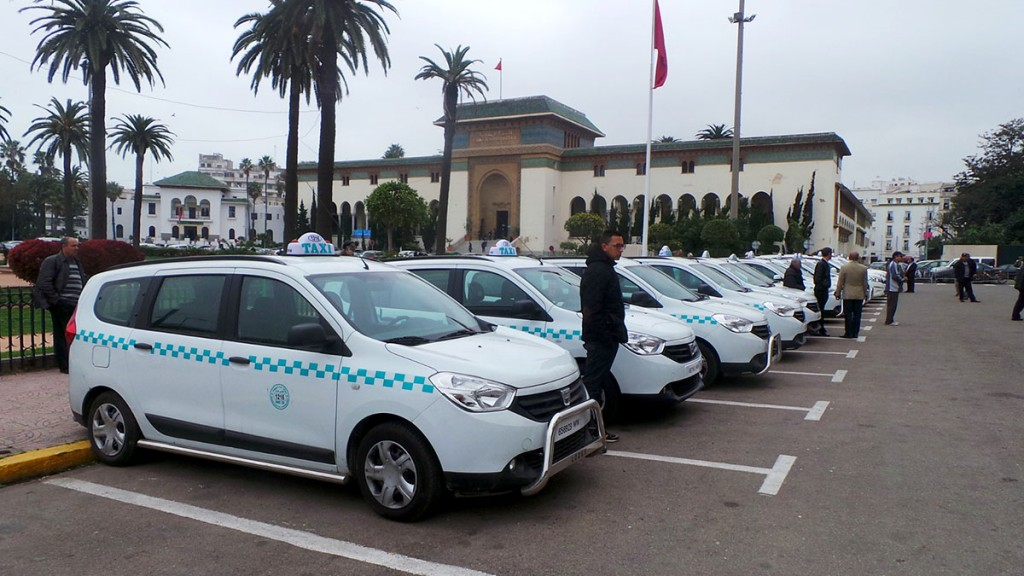
سيارات الأجرة من الصنف الأول

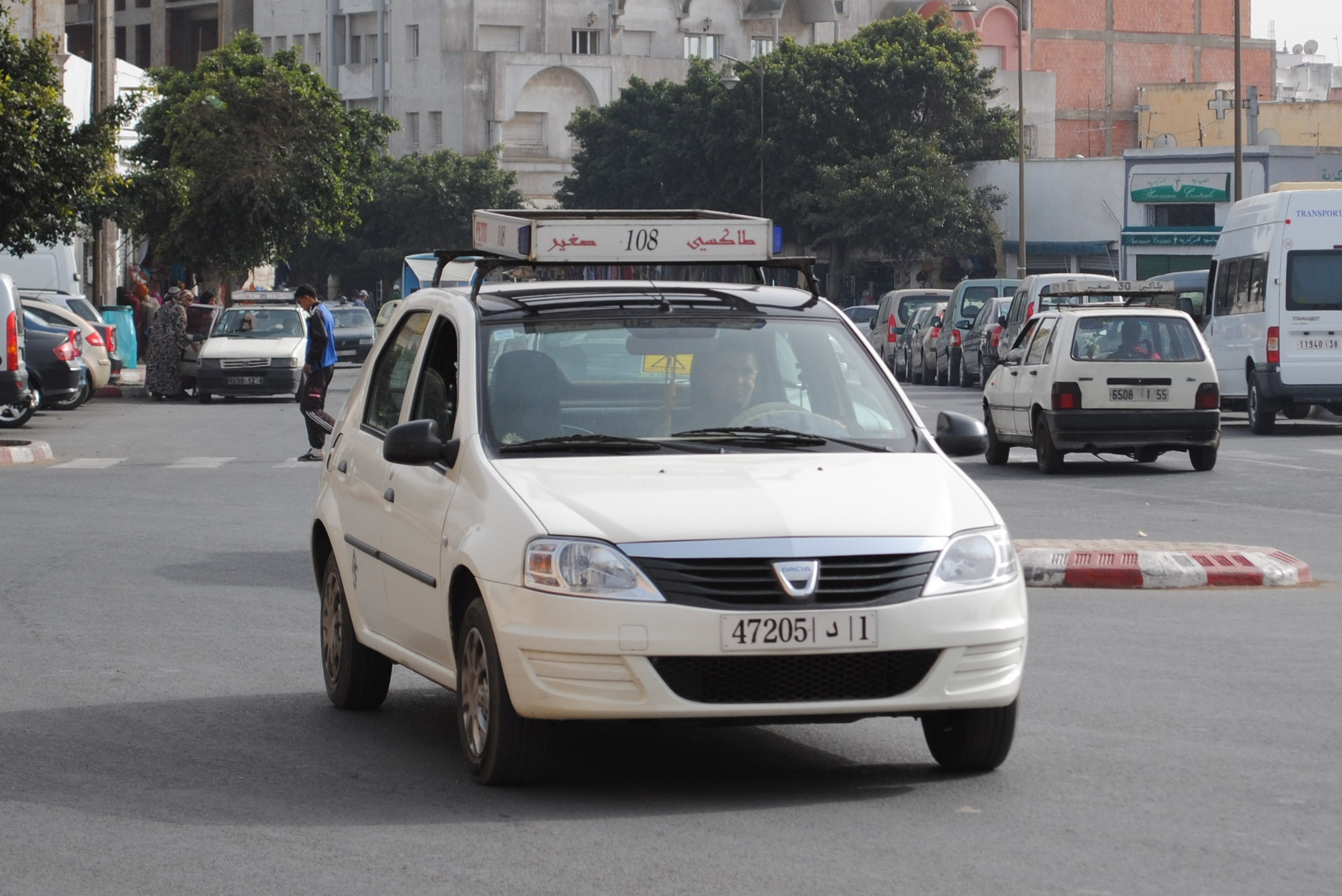
سيارة أجرة من الصنف الثاني

### الطرق
إلى غاية سنة 2016 أصبح المغرب يتوفر على 60 ألف كلم من الطرق، منها 44000 كلم معبدة و7500 منشأة فنية، كان استثمار المغرب في الفترة ما بين 2008 و2011 هو 20 مليار درهم، وارتفع الاستثمار في هذا المجال إلى 33 مليار درهم في الفترة ما بين 2012-2016 لصيانة 20600 كلم من الطرق وتأهيل 371 منشأة فنية: منها 20 مليار درهم لإصلاح وصيانة الشبكة الطريقة و9,8 مليار درهم لتهئية الطرق القروية و3,2 مليار درهم لإعادة تأهيل القناطر.

### الطرق السريعة
يملك المغرب 977 كلم من الطرق السريعة في 2016، في الفترة ما بين 2016-2012 تم إنجاز 250 كلم من الطرق السريعة بتكلفة ملياري درهم، حيث تم إنجاز الطريق السريع سلوان أحفير بتكلفة 700 مليون درهم وبطول 80 كلم، كما تم إنجاز الطريق السريع أكادير تغازوت بتكلفة 110 مليون درهم وبطول 8,2 كلم، والطريق السريع مراكش أيت ورير بتكلفة 115 مليون درهم وبطول 18 كلم، والطريق السريع أكادير تزنيت -مقطع سوق البواكر قنطرة ماسة- بتكلفة 130 مليون درهم وبطول 32 كلم، والمقطع الأول للطريق السريع العرائش القصر الكبير بتكلفة 102 مليون درهم وبطول 14 كلم، كما تم إطلاق أشغال 360 كلم من الطرق السريعة ستنتهي الأشغال بها سنة 2017 وهي الطريق السريع تازة الحسيمة بتكلفة 3,3 مليار درهم وبطول 149 كلم، والطريق السريع أكادير تزنيت -مقطع ماسة تزنيت- بتكلفة 140 مليون درهم وبطول 27 كلم، والطريق السريع القنيطرة المنطقة الحرة بتكلفة 80 مليون درهم وبطول 9 كلم، والطريق السريع بوزنيقة بن سليمان بتكلفة 103 مليون درهم وبطول 14 كلم، والطريق السريع الجديدة أزمور بتكلفة 50 مليون درهم وبطول 8,5 كلم.
و يأتي تشييد الطريق السريع تزنيت- الداخلة  ليس فقط لربط شمال المغرب بجنوبه فقط، بل هو شريان اقتصادي وتجاري وتنموي يربط أطراف المملكة بعضها ببعض. ويشق طريق المغرب نحو عمقه الإفريقي.
يأتي هذا المشروع في إطار النموذج الجديد للتنمية بالأقاليم الجنوبية للمملكة،، يتكون من محورين رئيسيين، هما تزنيت-العيون، والعيون-الداخلة، ويمتد على طول 1055 كلم، وتقدر تكلفته الإجمالية بـ 10 ملايير درهم.

### الطرق السيارة
يتوفر المغرب على 1800 كلم من الطرق السيارة إلى غاية سنة 2016، بلغت الإستثمارات في الطرق السيارة 11,7 مليار درهم خلال الفترة ما بين 2016-2012: حيث تم إنجاز الطريق المداري للرباط ب2,8 مليار درهم على طول 41 كلم وفيه أيضا تم بناء جسر محمد السادس بكلفة 770 مليون درهم والذي يعتبر أكبر جسر معلق في أفريقيا، إضافة إلى الطريق السيار برشيد - بني ملال بكلفة 5,6 مليار درهم وبطول 174 كلم، وتم أيضا إنجاز الطريق السيار بين الجديدة وآسفي بكلفة 4,2 مليار درهم وبطول 142 كلم.

### النقل الطرقي
- إلى غاية سنة 2017، بلغ مجموع مؤسسات تعليم السياقة المرخص لها 3444 مؤسسة، وبلغ عدد مراكز تسجيل السيارات 73 مركز، ومراكز الفحص التقني 373 مركز.[8]
- إلى غاية سنة 2017، بلغ مجموع الدراجات النارية في المغرب 257 130 دراجة نارية، وبلغ مجموع السيارات النفعية 559 117 1 سيارة نفعية، أما مجموع السيارات السياحية فقد بلغ 782 808 2 سيارة سياحية.[8]
- إلى غاية سنة 2017، بلغ عدد حوادث السير في المغرب 375 89 حادثة.[8]

## السكك الحديدية والنقل السككي
يحتل المغرب الصدارة في إفريقيا من حيث جودة وفعالية الشبكة السككية، وليست هذه المرتبة وليدة الصدفة ولكن ثمرة للمجهودات المبذولة على كل المستويات، بحيث وعيا منها بأهمية الشبكة السككية ودورها المباشر في التنمية الاقتصادية، عملت وزارة التجهيز والنقل واللوجستيك والماء من خلال المكتب الوطني للسكك الحديدية على بلورة وتنزيل إستراتيجية نوعية وناجعة لتنمية القطاع السككي بالمغرب، فخلال الفترة بين 2011 و2016، شهد النقل السككي بالمغرب تطورا غير مسبوق حيث عرف نجاحا كبيرا تميز بتنفيذ البرنامج التعاقدي المتعلق بالسكك الحديدية والذي يتضمن مجموعة من الإجراءات والمشاريع المهيكلة كالخط الفائق السرعة بين الدار البيضاء وطنجة والمحطات اللوجستيكية السككية التي تعتبر أحد الركائز للمخطط الإستراتيجي.
وقد عرف نقل المسافرين بالقطار خلال الفترة بين 2011 و2015 نموّاً بنسبة 18%، وسجل معدل الرضى عن جودة الخدمات بالنقل السككي ارتفاعا، حيث انتقل من 62% سنة 2011 إلى 76% سنة 2015. ويعزى ذلك بالأساس إلى عدة عوامل أهمها: تجديد محطات القطار ورفع قدرة الخطوط التي تعرف إقبالًا كبيرًا وتعزيز حظيرة العربات وتقوية عمليات التسويق والبيع كاعتماد أنظمة جديدة لبيع التذاكر سواء شبابيك أتوماتيكية أو حجز التذاكر عبر الإنترنت.
في سنة 2015، استخدم 40 مليون مسافر القطار للسفر، مقابل 33.9 مليون مسافر سنة 2011، وفي الفترة ما بين 2011 و2016، استثمر المغرب 34 مليار درهم في السكك الحديدية منها 20 مليار درهم خاصة بالخط الفائق السرعة بين القنيطرة وطنجة على طول 200 كلم.

### القطار الفائق السرعة
يعتبر البراق والرابط بين طنجة والدار البيضاء من أهم مشاريع النقل السككي في المغرب، وهو مشروع أنجز على مسار جديد حيث يتكون المقطع الأول من هذا المشروع من خطين سككيين على طول 200 كلم. وقد مكن هذا الخط الفائق السرعة من ربط طنجة والرباط في مدة زمنية ساعة وعشرون دقيقة، عوض ثلاثة ساعات وخمسة وأربعون دقيقة، وبين طنجة والدار البيضاء في ساعتين وعشرة دقائق، عوض أربعة ساعات وخمسة وأربعون دقيقة. وقد مر مشروع الخط الفائق السرعة بعدة مراحل أهمها:
- 2007: توقيع مذكرة تفاهم بين المغرب وفرنسا فيما يتعلق بتصميم وبناء وصيانة وتشغيل الخط الفائق السرعة بالمغرب.
- 2011: الانطلاق الرسمي لأشغال الخط الفائق السرعة من طرف الملك محمد السادس.
- 2015: افتتاح ورشة صيانة القطار الفائق السرعة ووصول أول قطار فائق السرعة لطنجة.
- 2016: بدء عمليات تجريب القطار الفائق السرعة على الخطوط الكلاسيكية.
- 2018: الانطلاقة الرسمية لقطار البراق الفائق السرعة. وتدشينه من طرف الملك محمد السادس، والرئيس الفرنسي إيمانويل ماكرون.

## النقل الحضري

### الطرامواي
في المغرب، توجد خطوط الطرامواي في مدينتين فقط. وهما مدينة الرباط ومدينة الدار البيضاء. وشركات الطرامواي هي مقاولات عمومية مملوكة للدولة.
- طراموي الرباط، تقوم بتشغيله شركة طرامواي الرباط - سلا، ويتكون من خطين، الخط الأول من مدينة العرفان إلى غاية حي كريمة، والخط الثاني من يعقوب المنصور إلى غاية مستشفى مولاي عبد الله.
- طراموي الدار البيضاء، تقوم بتشغيله شركة كازا طرامواي، ويتكون من خطين: الخط الأول من سيدي مومن إلى غاية ليساسفة، والخط الثاني من سيدي البرنوصي إلى غاية عين الذئاب.

حافلة ألزا للنقل الحضري في مراكش

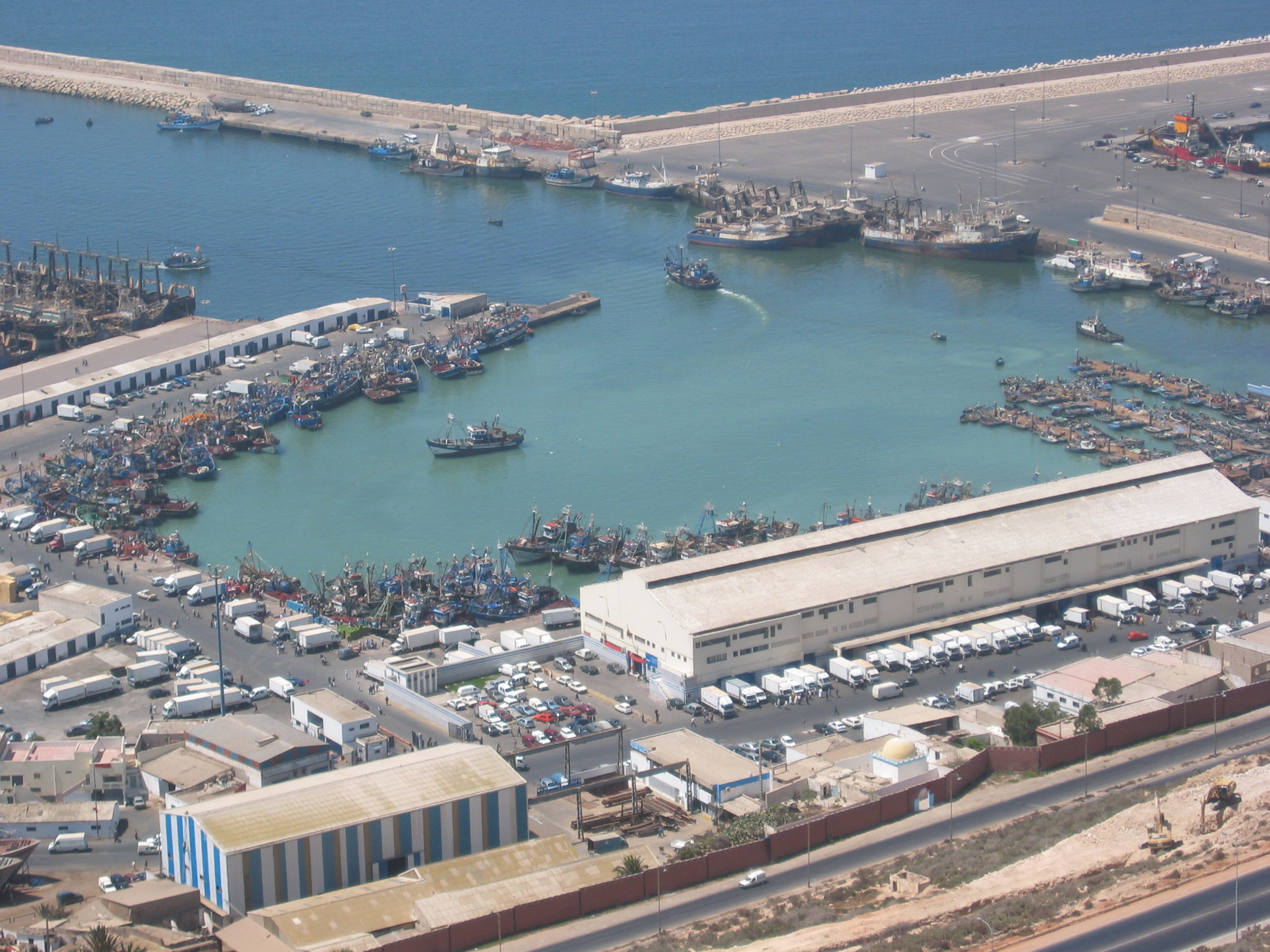
ميناء أكادير

### الطاكسيات
تصنف سيارات الأجرة في المغرب إلى نوعين، سيارات أجرة من الصنف الأول (طاكسي كبير)، وسيارات أجرة من الصنف الثاني (طاكسي صغير).
الطاكسيات الصغيرة عبارة عن سيارات أجرة حضرية بها عداد كيلومتري، يمكنها حمل شخص واحد أو شخصين أو ثلاثة أشخاص كحد اقصى، بينما الطاكسيات الكبيرة تشتغل داخل المدن وخارجها أيضًا بتعريفة موحدة، وهي تتسع لستة أشخاص. وفي إطار الإجراءات الرامية إلى تطوير وتأهيل خدمة النقل بواسطة سيارات الأجرة، ونظرا لأهمية هذا القطاع والدور الذي يقوم به من أجل تيسير وضمان الخدمة العمومية للنقل، فقد تم من خلال برنامج الدعم الحكومي لتجديد وتحديث حظيرة سيارات الأجرة بصنفيها الأول والثاني العمل على تشجيع المهنيين على اقتناء سيارات جديدة أقل استهلاكا للوقود تراعي المواصفات المطلوبة وتوفر شروط الراحة اللازمة لمستعمليها وتساهم في تحسين ظروف العمل والدخل بالنسبة لسائقي هذا النوع من السيارات، ومن الرفع من جاذبية وتنافسية هذا القطاع الحيوي والحد من الآثار البيئية السلبية الناجمة عن سيارات الأجرة القديمة، والمساهمة في تحسين مؤشرات السلامة الطرقية، والحد من الحوادث الناجمة عن استعمال الأسطول القديم لسيارات الأجرة. وتحقيقاً لهذه الأهداف، تم اتخاذ كافة التدابير القانونية والتنظيمية لتفعيل هذا الدعم وتمكين المهنيين، الراغبين في الاستفادة من منحة تجديد سيارات الأجرة، من تقديم طلباتهم بمختلف العمالات والأقاليم، كما تم احداث نظام معلوماتي خاص لتسريع وتيرة معالجة هذه الطلبات في الأجل المحدد. وقد أطلقت وزارة الداخلية لهذا الغرض بوابة إلكترونية خاصة بعملية تجديد سيارات الأجرة وتهدف إلى التعريف بشروط الاستفادة من منحة تجديد سيارات الأجرة من الصنف الأول والثاني، والاطلاع على المساطر المعتمدة من أجل تقديم الطلبات والبت فيها. كما تقدم هذه البوابة الإلكترونية خدمات عن بعد لفائدة المهنيين ووكلاء تسويق السيارات المنخرطين في هذا البرنامج بتمكينهم من تحميل الوثائق ونماذج الاستمارات التي يتعين استعمالها في هذا الإطار ومن تتبع مراحل ونتيجة معالجة ملفات طلب منحة تجديد سيارات الأجرة المودعة لدى مصالح العمالات والأقاليم وتتبع مراحل معالجة ملفات الأداء المقدمة من قبل الوكلاء من أجل صرف منحة التجديد.

### الحافلات
أغلب المدن في المغرب تتوفر على حافلات للنقل الحضري، ويتم تشغيلها من طرف شركات خاصة. ومن أشهر هذه الشركات هي شركة ألزا، والتي حصلت على صفقة تشغيل حافلات النقل الحضري في 6 مدن مغربية وهي: مراكش و
أكادرو، طن و، خريب، الرباط، والدار البيضاء.

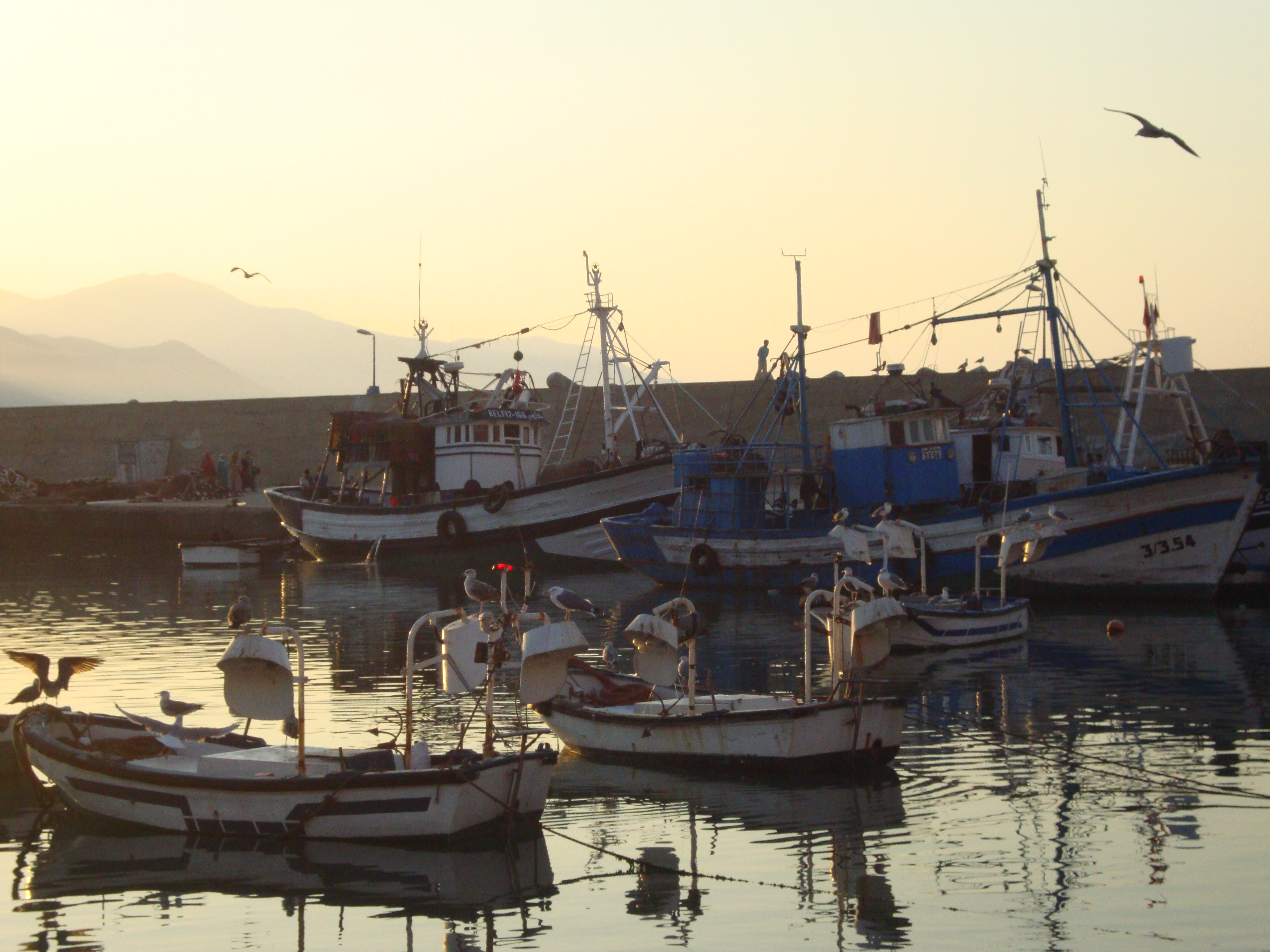
ميناء الجبهة

## الموانئ والنقل البحري
قبل سنة 1963، كانت الموانئ المغربية وعلى رأسها ميناء الدار البيضاء خاضعة لنظام التسيير مفوض لشركات خاصة. وقد كانت هذه الشركات تزاول جميع الأنشطة التجارية كما كانت تتعهد بصيانة المعدات، ومن بين هذه الشركات نجد الشركة المغربية للمناولة التي كانت تقوم بالاستغلال التجاري لميناء الدار البيضاء. فيما كانت الدولة تتكفل بالأشغال الكبرى للبنية التحتية الكبرى واقتناء المعدات الجديدة. وفي سنة 1963 تم إنشاء الوكالة المستقلة لميناء الدار البيضاء وكانت مكلفة باستغلال هذا الميناء كما كانت تتكلف باقتناء وصيانة المعدات في حين حافظت الدولة على اختصاصاتها كسلطة عمومية والتحكم في البنيات التحتية وتسيير الشبكات.
أما الفترة من 1984 إلى 2006 فتميزت بإنشاء مكتب استغلال الموانئ، نجم عن إعادة هيكلة القطاع سنة 1984 إعادة تحديد أدوار مختلف الجهات المتدخلة في قطاع الموانئ والعلاقات فيما بينها. وخلال الفترة ما بعد سنة 2006 والتي عرفت وضع إصلاح شامل للقطاع وإنشاء سلطة مينائية وهي الوكالة الوطنية للموانئ.
في الفترة ما بين 2012 و2016 وصل مجموع الإستثمار في قطاع الموانئ والنقل البحري 8 مليارات درهم، ومن أهم المشاريع الحالية هي ميناء آسفي (4 مليار درهم)، وميناء الناظور غرب المتوسط (8,8 مليار درهم). ويتميز برنامج الوكالة الوطنية للموانئ ما بين 2021-2017 بمواصلة دينامية الاستثمار المعتمدة من طرف الوكالة والهادفة إلى تدعيم العرض المينائي الوطني وتنافسيته لمواكبة التحولات التي تشهدها التجارة الخارجية للمملكة. في هذا الصدد، يبلغ البرنامج الاستثماري للوكالة غلافا إجماليا قدره 6 مليارات درهم، منها أكثر من 2.9 مليار درهم برسم سنة 2017 .

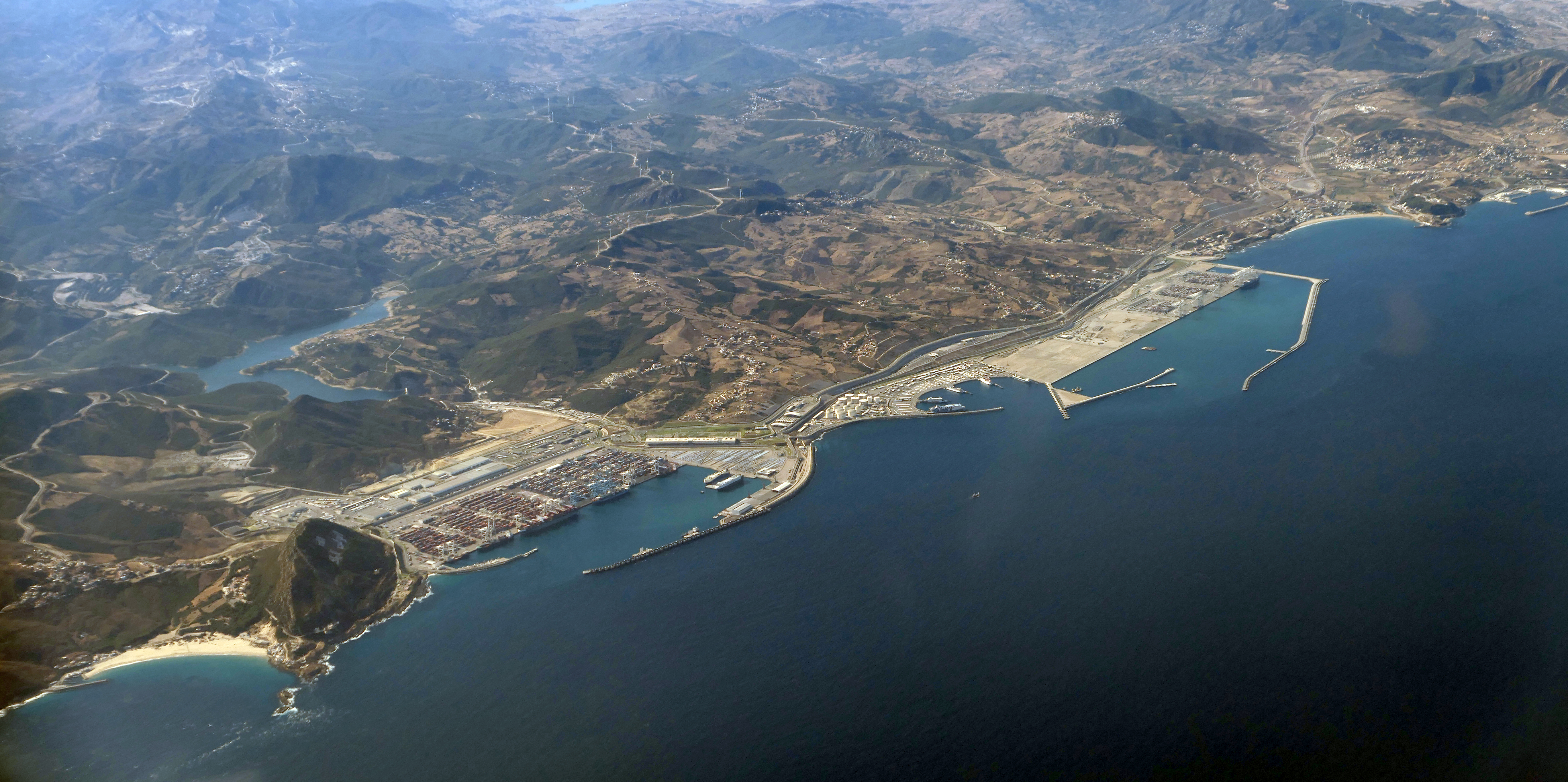
ميناء طنجة المتوسط

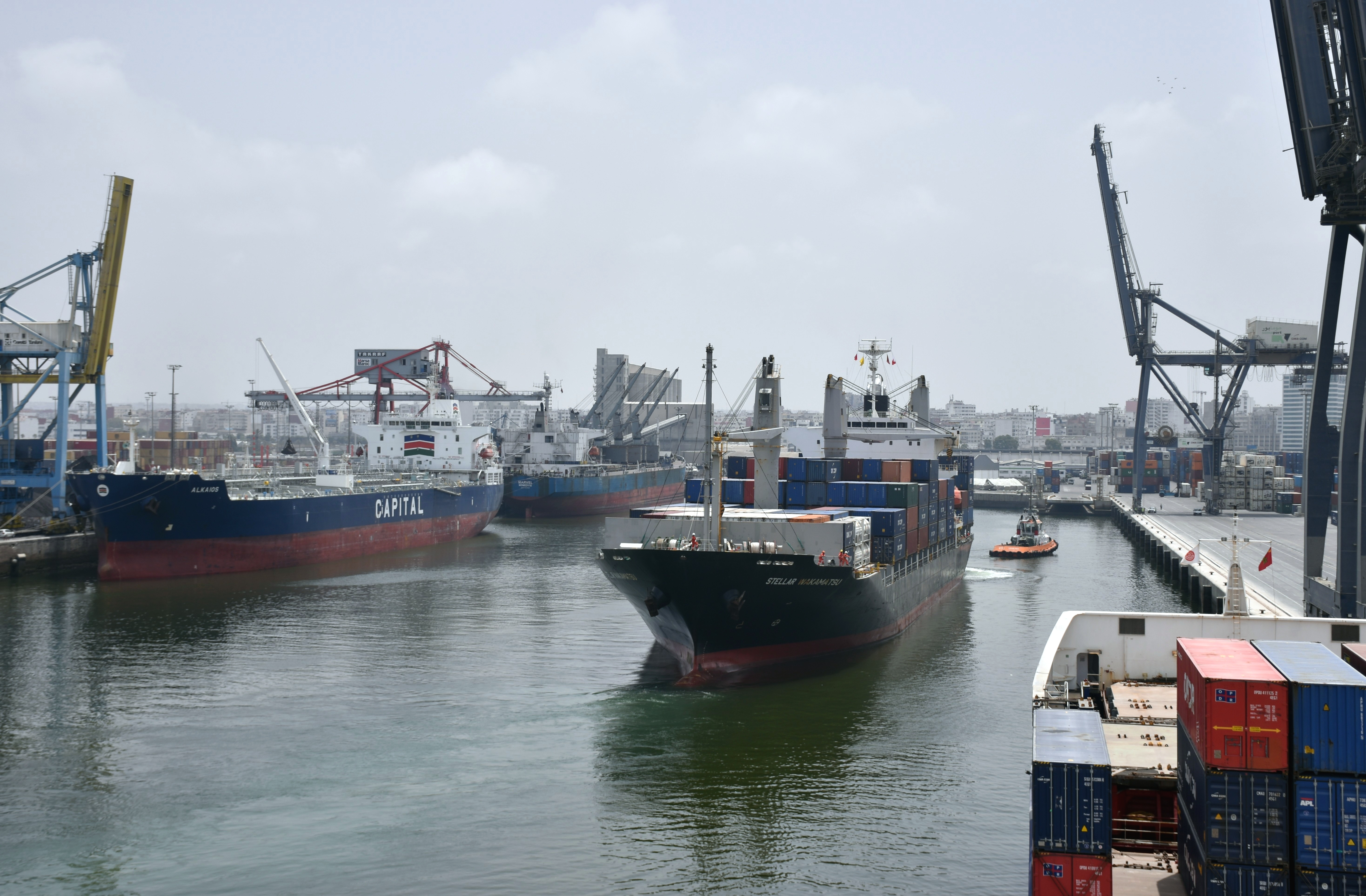
ميناء الدار البيضاء

### الموانئ
يتوفر المغرب على واجهتين بحريتين بطول 3500 كلم، كما يتوفر على 43 ميناء موزعة على الشكل التالي:
| التصنيف                   | إسم الميناء |
| ------------------------- | --- |
| 14 ميناء للتجارة الخارجية | الناظور، الحسيمة، طنجة، طنجة المتوسط، القنيطرة، المحمدية، الدار البيضاء، الجرف الأصفر، آسفي (ميناء قديم + ميناء جديد) أكادير، طانطان، العيون، الداخلة                                         |
| 22 موانئ للصيد            | راس قبضانة، الجبهة، المضيق، العرائش، المهدية، الجديدة، الصويرة، سيدي إفني، طرفاية، بوجدور، المهيريز كلايريس، سيدي حساين، الشماعلة، الفنيدق، القصر الصغير، أصيلة، سلا، الصويرة القديمة، امسوان |
| 7 موانئ ترفيهية           | السعيدية، كابيلا، مارينا سامير، بورقراق، الرمال الذهبية، مارينا أكادير، بحيرة مارتشيكا |

بحكم أن المغرب يتوفر على 500 3 كلم من السواحل، ووعيا بالدور الريادي الذي يلعبه قطاع الموانئ في النمو الاقتصادي وكذا حجم التحديات المطروحة، قامت المملكة المغربية بمجهودات هامة في مجال الاستثمارات وكذا تأهيل وتحسين شبكة البنيات التحتية المينائية الشيء الذي جعل المملكة تتوفر اليوم على شبكة مينائية مهمة. في سنة 2014، إحتل المغرب الرتبة 16 عالميًا في مجال الربط البحري، حيث أن ميناء طنجة المتوسط وحده يرتبط مع 161 ميناء و63 دولة عالميّاً. وقد حقق النشاط المينائي المغربي رقما قياسيا جديدا سنة 2014، بحجم 115 مليون طن، بزيادة 14.3 % بالمقارنة مع سنة 2013.
سجلت موانئ المغرب تطورا مهما في إجمالي الرواج المينائي، حيث انتقل من153,1 مليون طن سنة 2019 إلى 172,1 مليون طن سنة 2020 أي بارتفاع بلغ 12,4 في المائة.

## اللوجستيك
يتوفر المغرب على ما يناهز 600 هكتار من منصات اللوجستيك، وتعتبر المنطقة اللوجيستية زناتة بالدار البيضاء التي جهزتها الشركة الوطنية للنقل واللوجستيك من أكبر المناطق اللوجستية بالمغرب بمساحة تناهز 323 هكتار، إضافة إلى المنطقة اللوجستية ميطا التي أنشئها المكتب الوطني للسكك الحديدية على مساحة 32 هكتار، بالإضافة إلى قطب طنجة اللوجستي.
من أهم المؤسسات العاملة بقطاع اللوجستيك:
- الوكالة المغربية لتنمية الأنشطة اللوجيستيكية: أنئشت سنة 2012
- الشركة الوطنية للنقل واللوجستيك

## روابط خارجية
- وزارة التجهيز والنقل واللوجستيك والماء
- الوكالة الوطنية للسلامة الطرقية
- المكتب الوطني للسكك الحديدية
- الشركة الوطنية للطرق السيارة